# Sådan far, sådan son
Sådan far, sådan son (japanska: そして父になる Soshite chichi ni naru) är en japansk dramafilm från 2013 i regi av Hirokazu Kore-eda, med Masaharu Fukuyama i huvudrollen. Den handlar om två par, med fokus på Fukuyama, som får reda på att deras nu sexåriga söner blivit förväxlade vid födseln och att den pojke de har uppfostrat inte är deras biologiska barn. Temat för filmen är enligt regissören faderskap, i synnerhet förhållandet mellan en far och en son. Inför filmen undersökte Kore-eda en rad verkliga fall där det hade uppdagats att japanska barn blivit förväxlade vid födseln. I stort sett samtliga fall hade slutat med att föräldrarna valde att byta barn till förmån för det biologiska bandet. Sådan far, sådan son tävlade vid filmfestivalen i Cannes 2013 och fick Jurypriset.

## Medverkande
- Masaharu Fukuyama
- Yōko Maki
- Jun Kunimura
- Machiko Ono
- Kirin Kiki
- Isao Natsuyagi
- Lily Franky
- Jun Fubuki
- Megumi Morisaki